# Ahmad Nazif

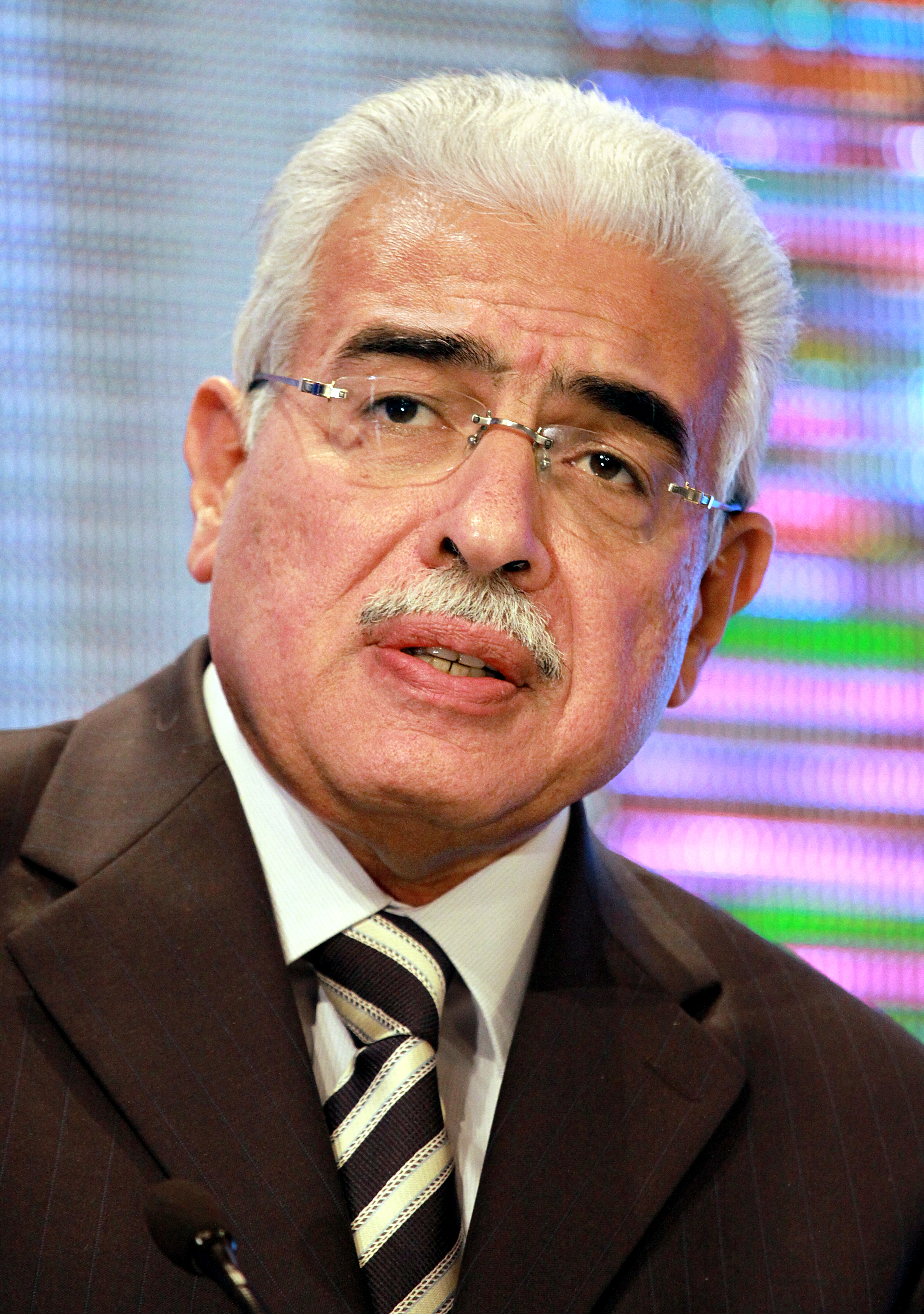
Ahmad Nazif, 2009

Ahmad Nazif (arabisch أحمد نظيف, DMG Aḥmad Naẓīf; * 8. Juli 1952 in Alexandria) ist ein ägyptischer Politiker. Er war vom 14. Juli 2004 bis zum 29. Januar 2011 Premierminister von Ägypten. Nazif ist der jüngste Premierminister in der Geschichte Ägyptens seit Gründung der Republik und der zweitjüngste in der Geschichte des modernen Ägyptens. Sein Name bedeutet auf Arabisch sauber.
Nazif besitzt einen Ph.D. der McGill University (Kanada) in Informatik. Er wurde der Nachfolger von Atif Abaid, welcher bei einer außerordentlichen Kabinettssitzung nach vier Amtsjahren zurücktrat. Nazif war in diesem Kabinett Minister für Kommunikation und Informationstechnologie. Während seiner Amtszeit als Minister wurde der Zugang der Bevölkerung zum Internet durch verschiedene Maßnahmen der Regierung stark verbessert.
Husni Mubarak übertrug ihm am 9. Juli 2004 die Aufgabe, das neue Kabinett Nazif zu bilden. Nazif wurde zusammen mit den 14 Ministern seiner Regierung am 14. Juli vereidigt. Er ließ sich danach das Vertrauen des Parlaments aussprechen. Seine erste große Amtshandlung im September 2004 war die Senkung von Importzöllen, um Forderungen der WTO nachzukommen.
Im Januar 2005 unterstützte er die Kandidatur des Sohnes von Husni Mubarak, Gamal Mubarak, für die Präsidentschaftswahlen im September, was kontrovers diskutiert wurde.
Im Kontext der Revolution in Ägypten 2011 legte er sein Amt nieder. Habib al-Adli, der als Innenminister im Kabinett von Nazif arbeitete, hat 2007 bei der Utsch AG, Kraftfahrzeugkennzeichen zum Preis von 24,8 Millionen Euro bestellen lassen. Mit Verweis auf die durch den Terror vom 24. April 2006 in Dahab angespannte Sicherheitslage unterblieb ein Ausschreibungsverfahren. Essam El-Batawy, der Verteidiger von Habib al-Adli, wies auf eine Verantwortlichkeit des Finanzministeriums bei der Vergabe hin. In der Folge wurden Youssef Boutros Ghali und Ahmad Nazif von der Staatsanwaltschaft Verschwendung von öffentlichen Mitteln vorgeworfen und Ahmad Nazif Ende März / Anfang April 2011 15 Tage lang in Haft genommen. Am 13. September 2012 wurde er wegen ungerechtfertigter Bereicherung zu einer Haftstrafe von drei Jahren und einer Geldstrafe von neun Millionen Pfund verurteilt.